# Vladimir Rysjkov
Vladimir Rysjkov (russisk: Влади́мир Алекса́ндрович Рыжко́в tr. Vladímir Aleksándrovitj Rysjkóv; født 3. september 1966 i Rubtsovsk, Sovjetunionen) er en russisk politiker og blandt de ledende politikere i opposition mod Vladimir Putin. Rysjkov var medlem af Dumaen fra 1993-2007.
Rysjkov er professor ved det Føderale forskningsuniversitet - Højere skole i økonomi i Moskva.